# ابراهیم گری
ابراهیم گری (به انگلیسی: Ibrahim Gary؛ متولد ۲۲ اکتبر ۱۹۸۵در ارژانتوی، فرانسه) کاراته‌کای فرانسوی است که در مسابقات کاراته قهرمانی جهان ۲۰۰۸ که در توکیو، ژاپن برگزار شد، در کومیته ۸۰+ کیلوگرم مردان موفق به کسب مدال نقره شد.